# WWE Draft 2023
Il Draft 2023 è stata la diciassettesima edizione del Draft WWE, evento che permette il trasferimento degli atleti tra i roster di Raw, SmackDown ed NXT. L'evento, dalla durata di due serate, è iniziato con l'episodio del 28 aprile di SmackDown e si è concluso con l'episodio del 1º maggio di Raw. Gli spostamenti sono entrati in vigore a partire dall'episodio di Raw dell'8 maggio.

## Risultati

### Prima serata
Ci sono stati quattro round e ciascun roster aveva due scelte per round, con SmackDown che ha avuto sempre la prima scelta.
| Round | Scelta | Wrestler                                         | Brand pre-draft | Brand post-draft | Fonte |
| ----- | ------ | ------------------------------------------------ | --------------- | ---------------- | ----- |
| 1     | 1      | Roman Reigns, Solo Sikoa e Paul Heyman           | SmackDown       | SmackDown        | [ 2 ] |
| 1     | 2      | Cody Rhodes                                      | Raw             | Raw              | [ 2 ] |
| 1     | 3      | Bianca Belair                                    | Raw             | SmackDown        | [ 2 ] |
| 1     | 4      | Becky Lynch                                      | Raw             | Raw              | [ 2 ] |
| 2     | 5      | Montez Ford e Angelo Dawkins                     | Raw             | SmackDown        | [ 2 ] |
| 2     | 6      | Gunther, Ludwig Kaiser e Giovanni Vinci          | Raw             | SmackDown        | [ 2 ] |
| 2     | 7      | Edge                                             | Raw             | SmackDown        | [ 2 ] |
| 2     | 8      | Matt Riddle                                      | Raw             | Raw              | [ 2 ] |
| 3     | 9      | Bobby Lashley                                    | Raw             | SmackDown        | [ 2 ] |
| 3     | 10     | Drew McIntyre                                    | SmackDown       | Raw              | [ 2 ] |
| 3     | 11     | AJ Styles, Luke Gallows, Karl Anderson e Mia Yim | Raw             | SmackDown        | [ 2 ] |
| 3     | 12     | The Miz                                          | Raw             | Raw              | [ 2 ] |
| 4     | 13     | Bayley, Dakota Kai e Iyo Sky                     | Raw             | SmackDown        | [ 2 ] |
| 4     | 14     | Shinsuke Nakamura                                | SmackDown       | Raw              | [ 2 ] |
| 4     | 15     | Alba Fyre e Isla Dawn                            | NXT             | SmackDown        | [ 2 ] |
| 4     | 16     | Indi Hartwell                                    | NXT             | Raw              | [ 2 ] |

### Draft supplementare
| Wrestler                          | Brand pre-draft                 | Brand post-draft | Fonte |
| --------------------------------- | ------------------------------- | ---------------- | ----- |
| Apollo Crews                      | NXT                             | Raw              | [ 2 ] |
| Candice LeRae                     | Raw                             | Raw              | [ 2 ] |
| Chelsea Green e Sonya Deville     | Raw (Green) SmackDown (Deville) | Raw              | [ 2 ] |
| Dexter Lumis                      | Raw                             | Raw              | [ 2 ] |
| Ashante Adonis, B-Fab e Top Dolla | SmackDown                       | SmackDown        | [ 2 ] |
| JD McDonagh                       | NXT                             | Raw              | [ 2 ] |
| Lacey Evans                       | SmackDown                       | SmackDown        | [ 2 ] |
| Mace, Mansoor e Maxxine Dupri     | Raw                             | Raw              | [ 2 ] |
| Natalya                           | SmackDown                       | Raw              | [ 2 ] |
| Erik e Ivar                       | SmackDown                       | Raw              | [ 2 ] |
| Zoey Stark                        | NXT                             | Raw              | [ 2 ] |

### Seconda serata
| Round | Scelta | Wrestler                                                                 | Brand pre-draft              | Brand post-draft | Fonte |
| ----- | ------ | ------------------------------------------------------------------------ | ---------------------------- | ---------------- | ----- |
| 1     | 1      | Rhea Ripley                                                              | Raw                          | Raw              | [ 3 ] |
| 1     | 2      | Austin Theory                                                            | Raw                          | SmackDown        | [ 3 ] |
| 1     | 3      | Seth Rollins                                                             | Raw                          | Raw              | [ 3 ] |
| 1     | 4      | Charlotte Flair                                                          | SmackDown                    | SmackDown        | [ 3 ] |
| 2     | 5      | Kevin Owens e Sami Zayn                                                  | Raw (Owens) SmackDown (Zayn) | Raw              | [ 3 ] |
| 2     | 6      | Usos                                                                     | Smackdown'                   | SmackDown        | [ 3 ] |
| 2     | 7      | Finn Bálor, Damian Priest e Dominik Mysterio                             | Raw                          | Raw              | [ 3 ] |
| 2     | 8      | Rey Mysterio, Santos Escobar, Cruz Del Toro, Joaquin Wilde e Zelina Vega | Smackdown'                   | Smackdown'       | [ 3 ] |
| 3     | 9      | Liv Morgan e Raquel Rodriguez                                            | SmackDown                    | Raw              | [ 3 ] |
| 3     | 10     | Asuka                                                                    | Raw                          | SmackDown        | [ 3 ] |
| 3     | 11     | Kofi Kingston e Xavier Woods                                             | SmackDown                    | Raw              | [ 3 ] |
| 3     | 12     | Sheamus, Ridge Holland e Butch                                           | SmackDown                    | SmackDown        | [ 3 ] |
| 4     | 13     | Trish Stratus                                                            | Raw                          | Raw              | [ 3 ] |
| 4     | 14     | Karrion Kross e Scarlett                                                 | SmackDown                    | SmackDown        | [ 3 ] |
| 4     | 15     | Ronda Rousey e Shayna Baszler                                            | SmackDown                    | Raw              | [ 3 ] |
| 4     | 16     | LA Knight                                                                | SmackDown                    | SmackDown        | [ 3 ] |
| 5     | 17     | Braun Strowman e Ricochet                                                | SmackDown                    | Raw              | [ 3 ] |
| 5     | 18     | Shotzi                                                                   | SmackDown                    | SmackDown        | [ 3 ] |
| 5     | 19     | Bronson Reed                                                             | Raw                          | Raw              | [ 3 ] |
| 5     | 20     | Elton Prince e Kit Wilson                                                | NXT                          | SmackDown        | [ 3 ] |
| 6     | 21     | Chad Gable e Otis                                                        | Raw                          | Raw              | [ 3 ] |
| 6     | 22     | Rick Boogs                                                               | Raw                          | SmackDown        | [ 3 ] |
| 6     | 23     | Katana Chance e Kayden Carter                                            | NXT                          | Raw              | [ 3 ] |
| 6     | 24     | Cameron Grimes                                                           | NXT                          | SmackDown        | [ 3 ] |

### Draft supplementare
| Wrestler                          | Brand pre-draft | Brand post-draft | Fonte |
| --------------------------------- | --------------- | ---------------- | ----- |
| Akira Tozawa                      | Raw             | Raw              | [ 4 ] |
| Dana Brooke                       | Raw             | Raw              | [ 4 ] |
| Emma                              | SmackDown       | Raw              | [ 4 ] |
| Grayson Waller                    | NXT             | SmackDown        | [ 4 ] |
| Jinder Mahal, Sanga e Veer Mahaan | NXT             | Raw              | [ 4 ] |
| Johnny Gargano                    | Raw             | Raw              | [ 4 ] |
| Angel e Humberto                  | SmackDown       | Raw              | [ 4 ] |
| Nikki Cross                       | Raw             | Raw              | [ 4 ] |
| Odyssey Jones                     | NXT             | Raw              | [ 4 ] |
| Piper Niven                       | Raw             | Raw              | [ 4 ] |
| Riddick Moss                      | SmackDown       | Raw              | [ 4 ] |
| Tamina                            | Raw             | SmackDown        | [ 4 ] |
| Tegan Nox                         | SmackDown       | Raw              | [ 4 ] |
| Xia Li                            | SmackDown       | Raw              | [ 4 ] |

## Free Agent
In seguito al draft diversi atleti non sono stati assegnati ad alcun roster, di conseguenza potevano apparire in tutti gli show.
| Wrestler         | Brand pre-draft | Fonte |
| ---------------- | --------------- | ----- |
| Baron Corbin     | Raw             | [ 5 ] |
| Brock Lesnar     | Free agent      | [ 5 ] |
| Cedric Alexander | Raw             | [ 5 ] |
| Shelton Benjamin | Raw             | [ 5 ] |
| Dolph Ziggler    | Raw             | [ 5 ] |
| Elias            | Raw             | [ 5 ] |
| Mustafa Ali      | Raw             | [ 5 ] |
| Omos             | Raw             | [ 5 ] |
| MVP              | Raw             | [ 5 ] |
| Von Wagner       | NXT             | [ 5 ] |
| Xyon Quinn       | NXT             | [ 5 ] |